# Bob Shoffner
Robert „Bob“ Shoffner (* 4. April 1900 in St. Louis; † 5. März 1983) war ein US-amerikanischer Jazz-Trompeter. 
Shoffner wuchs in St. Louis auf, spielte zunächst Schlagzeug, bevor er zur Trompete wechselte und war im Ersten Weltkrieg in einer Militärband. Danach spielte er mit Charlie Creath und kam 1921 nach Chicago, wo er 1924 bis Februar 1927 bei King Oliver spielte. Das musste er aufgeben wegen Problemen mit den Lippen. Er spielte 1928 mit Charlie Elgar, mit Earl Hines (1929), Erskine Tate (1931), mit McKinney’s Cotton Pickers (1931) und Frankie Jaxon (1932). 1934 zog er nach New York City, wo er mit Fess Williams, Fletcher Henderson und der Band von Hot Lips Page (1938) spielte. Danach kehrte er nach Chicago zurück, wo er für den Staat Illinois arbeitete, aber noch gelegentlich spielte. Mitte der 1940er gab er den Musikerberuf ganz auf. 1957 bis 1963 spielte er mit den Original Jazz All-Stars von Franz Jackson, mit dem er auch aufnahm. 
Shoffner nahm in den 1920er Jahren auf mit den Blues Serenaders von Lovie Austin, mit Jimmy O’Bryant, Ida Cox, Luis Russell (1926), King Oliver und später mit Frankie Jaxon, Richard M. Jones und Jesse Stone. Er galt als tüchtiger Trompeter im klassischen Jazzstil, 
schrieb Stephen Longstreet (Knaurs Jazzlexikon)